# Szemita

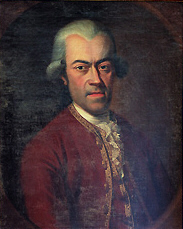
August Ludwig Schlözer

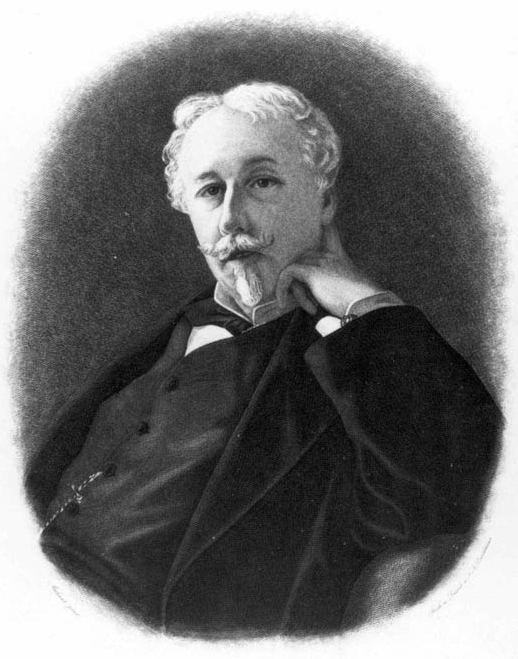
Joseph Arthur de Gobineau

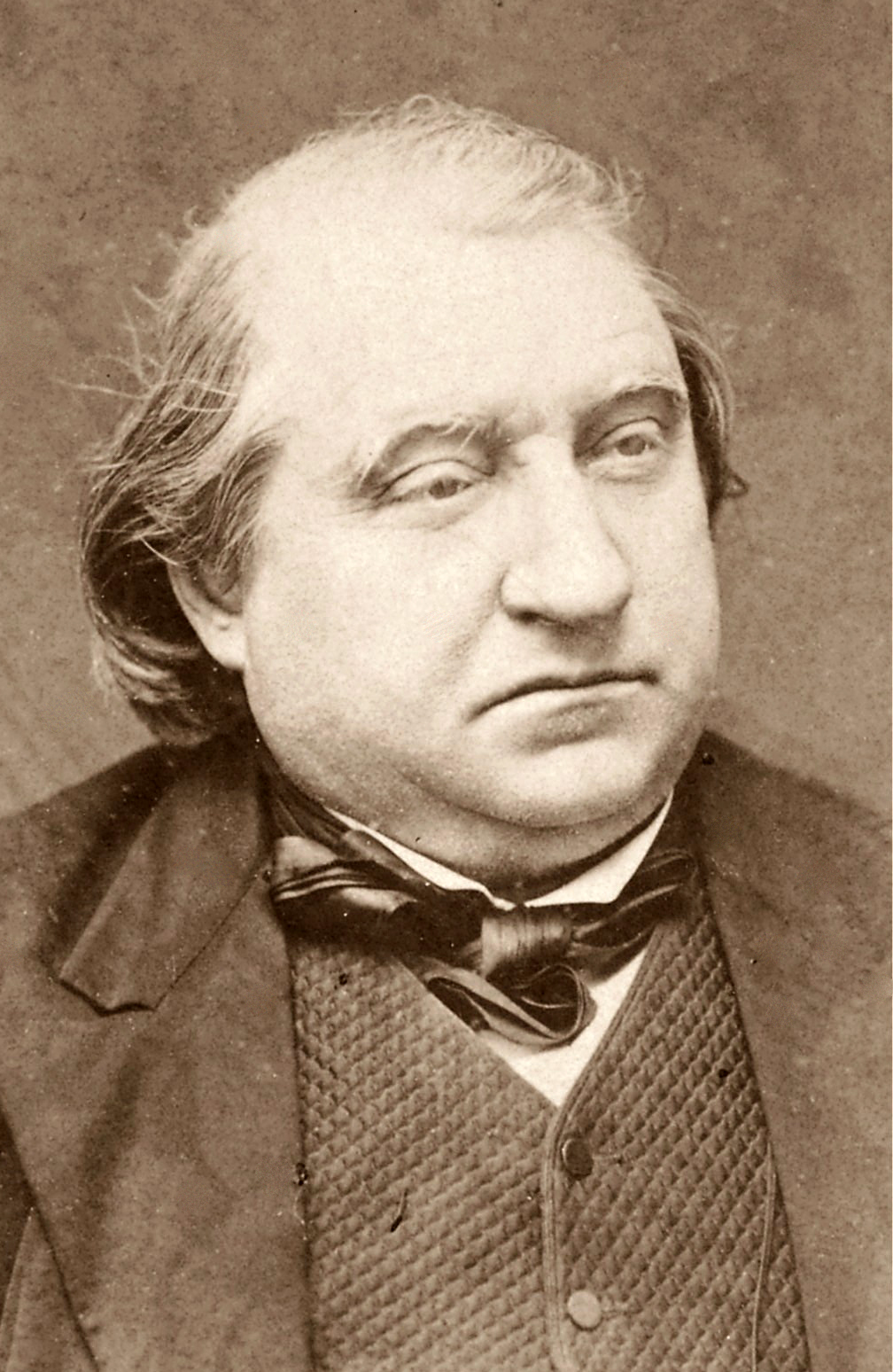
Ernest Renan

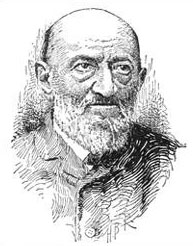
Moritz Steinschneider

A szemita egy elavult kifejezés egy etnikai, kulturális vagy faji csoportra, amely a Közel-Kelet népeivel, köztük az arabokkal, zsidókkal, akkádokkal és föníciaiakkal kapcsolatos. A kifejezés a tudományos világban ma már jórészt használaton kívül van, a nyelvészeti sémi nyelvek kategóriáján kívül.
A kifejezést és fogalmat a Göttingában tanító August Ludwig Schlözer polihisztor, történész, a statisztika és a szociológia tudományok megalapozója alkotta meg 1781-ben, Johann Gottfried Eichhorn teológus és orientalista 1787-ben alkalmazta a nyelvészetben, Joseph Arthur de Gobineau francia író 1853-ban a „Essai sur I'inegalite des races humaines” (magyarul A fajok közötti egyenlőtlenség okairól) című művében  kapcsolta össze a naturalista rasszfogalommal. Ernest Renan francia történész és filológus 1855-ben megjelent írásaiban fejtette ki azt, hogy a „szemitizmus” a szemita népek „szellemét” jelenti, amelyet negatívan értékelt az indogermán népek "szellemével" szemben. De Renan ezt a véleményét a Moritz Steinschneiderrel folyó vitában kezdetben nem a zsidók ellen fogalmazta meg, hanem általában a sivatagi szemita népek vallásai ellen, beleértve az iszlámot is. A szemita vagy sémi nyelvek közé olyan nagy történelmi, vallási és politikai jelentőségű nyelvek tartoznak, mint az akkád, az arab vagy a héber.
A nyelvészeti darwinizmust túlhaladva a modern nyelvészet kimutatta, hogy az indogermán nyelvek  kifejlődése nem belső faji folyamat volt, hanem az időszámítás előtti II. évezred elejétől végbement nyelvkiegyenlítődésnek az eredménye. Az indoeurópai nyelvek a sumer, finnugor, kaukázusi és sémi nyelvek behatására formálódtak, semleges területeken.

## A fogalom eredete

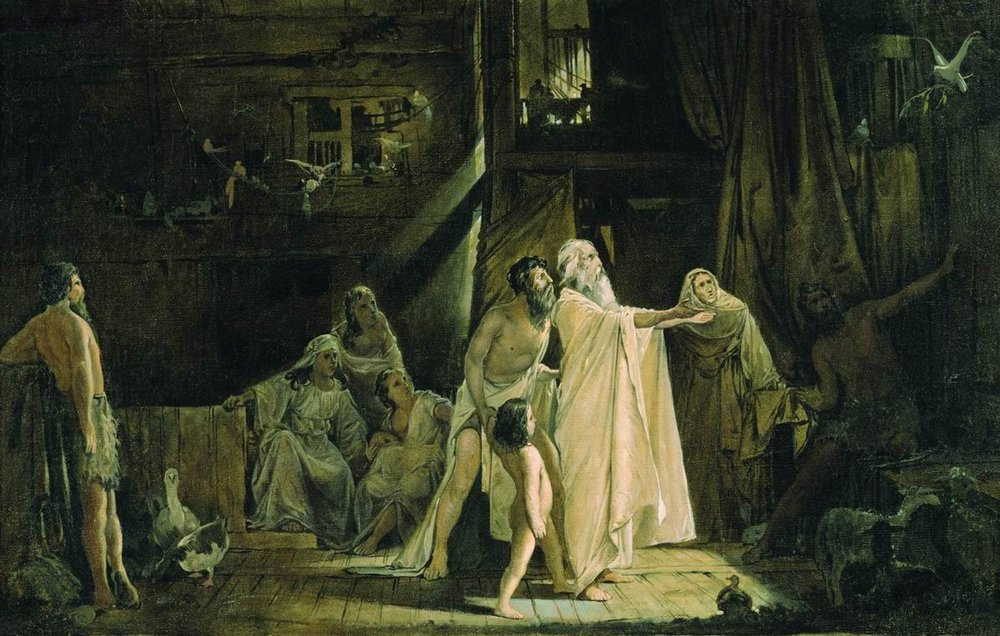
Noé és családja a bárkában a visszatérő galambbal

A fogalom elnevezése bibliai eredetű. Noé legidősebb fia, Sém neve után. A Biblia szerint Noé Ádám után az emberiség második ősatyja, aki az egész emberiséget elpusztító vízözönből menekül meg családjával, hogy fiaiban, Sémben, Kámban és Jáfetben továbbvigye az emberi életet. A leírás alapján Sém leszármazottai a sémi népcsoportok. Kám leszármazottai az afrikai és egyes dél-arábiai és kánaáni népek. Jáfet leszármazottai pedig a kaukázusi, európai és a mediterrán partvidék népei.
Az antiszemitizmus (szemita-ellenesség), antiszemita előítélet (németül "antisemitische Vorurteile") kifejezést 1860-ban használta először Moritz Steinschneider zsidó tudós (Leopold Zunzcal együtt a modern zsidó tudomány alapítója), mikor Ernest Renan „antiszemita előítéleteiről” beszélt. A kifejezés 1865-ben már szerepelt a porosz nagylexikonban. 1873-ban használta először Wilhelm Marr újságíró az antiszemitizmus kifejezést a zsidógyűlölet helyett.

## A fogalom alkotója
August Ludwig Schlözer, aki tagja volt az Orosz Tudományos Akadémiának is, a göttingai Georg-August-Universität egyetemen magyarországi tanítványaival (Rát Mátyás, Gyarmathi Sámuel, Sajnovics János, Kállay Ferenc, Hell Miksa) teremtette meg a 18-19. századi "délibábos történelmet" és a "délibábos nyelvtudományt".

## Kapcsolódó szócikkek

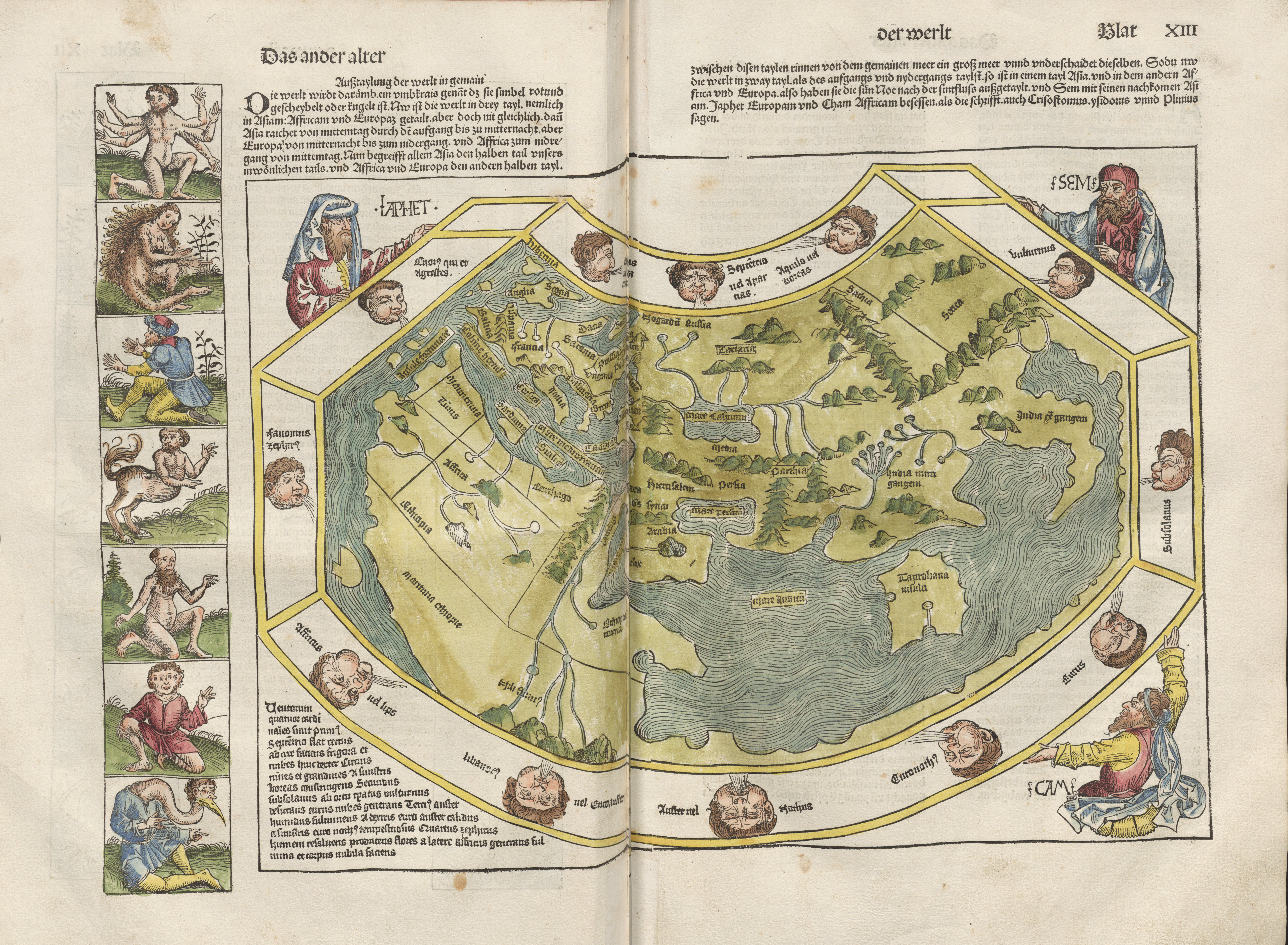
A világ felosztása Sém, Kám és Jáfet között. Metszet a Nürnbergi Krónikából